# Мнюв
Мнюв (пол. Mniów) — село в Польщі, у гміні Мнюв Келецького повіту Свентокшиського воєводства.
Населення — 1925 осіб (2011).
У 1975-1998 роках село належало до Келецького воєводства.

## Демографія
Демографічна структура на день 31 березня 2011 року:
|          | Загалом | Допрацездатний вік | Працездатний вік | Постпрацездатний вік |
| -------- | ------- | ------------------ | ---------------- | -------------------- |
| Чоловіки | 945     | 198                | 681              | 66                   |
| Жінки    | 980     | 200                | 625              | 155                  |
| Разом    | 1925    | 398                | 1306             | 221                  |